# Pascasio (vescovo di Alatri)
Pascasio (fl. VI secolo) è stato il primo dei vescovi alatrini di cui si ha menzione.
Nel 547 lo troviamo a Costantinopoli con Papa Vigilio per trattare con l'imperatore e per il Concilio del 553. Il 14 maggio del 551 sottoscrive la scomunica di Teodoro di Cesarea e di Mena, Patriarca di Costantinopoli. Nel 555 può tornare in Italia, con il permesso di Giustiniano. Se ne ignora la data di morte.